# Аньос (Франция)
Аньо́с (фр. Agnos) — коммуна во Франции, находится в регионе Аквитания. Департамент — Атлантические Пиренеи. Входит в состав кантона Олорон-Сент-Мари-1. Округ коммуны — Олорон-Сент-Мари.
Код INSEE коммуны — 64007.

## География

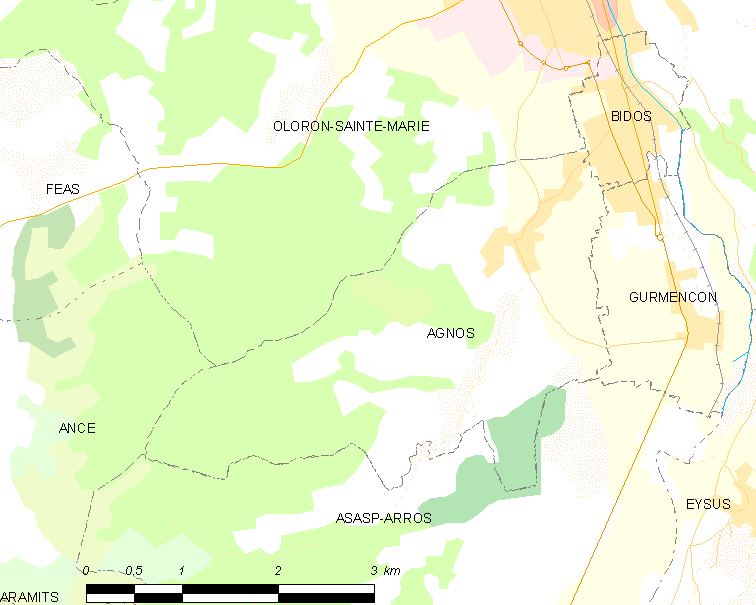
Карта коммуны

Коммуна расположена приблизительно в 680 км к югу от Парижа, в 190 км южнее Бордо, в 26 км к юго-западу от По.
По территории коммуны протекает река Мьель.

### Климат
Климат тёплый океанический. Зима мягкая, средняя температура января — от +5°С до +13°С, температуры ниже −10 °C бывают редко. Снег выпадает около 15 дней в году с ноября по апрель. Максимальная температура летом порядка 20-30 °C, выше 35 °C бывает очень редко. Количество осадков высокое, порядка 1100 мм в год. Характерна безветренная погода, сильные ветры очень редки.

## Население
Население коммуны на 2010 год составляло 880 человек.
| 1962 | 1968 | 1975 | 1982 | 1990 | 1999 | 2010 |
| ---- | ---- | ---- | ---- | ---- | ---- | ---- |
| 372  | 353  | 465  | 478  | 645  | 751  | 880  |

## Администрация
| Период | Период | Фамилия      | Партия                  | Примечания |
| ------ | ------ | ------------ | ----------------------- | ---------- |
| 1995   | 2020   | Андре Бернос | Социалистическая партия |            |

## Экономика
В 2010 году среди 581 человека трудоспособного возраста (15-64 лет) 458 были экономически активными, 123 — неактивными (показатель активности — 78,8 %, в 1999 году было 76,7 %). Из 458 активных жителей работали 421 человек (221 мужчина и 200 женщин), безработных было 37 (15 мужчин и 22 женщины). Среди 123 неактивных 38 человек были учениками или студентами, 59 — пенсионерами, 26 были неактивными по другим причинам.

## Фотогалерея

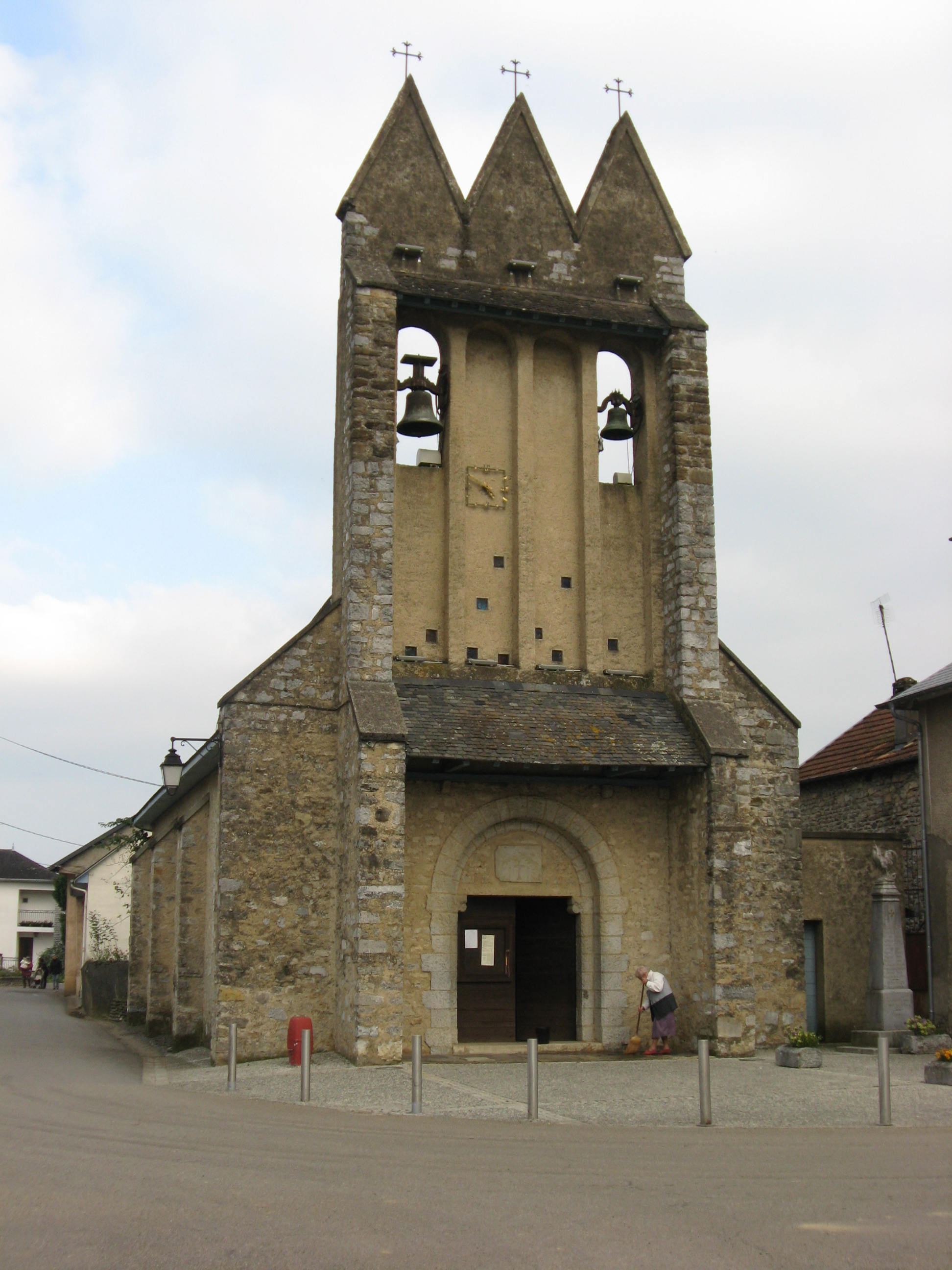
Церковь
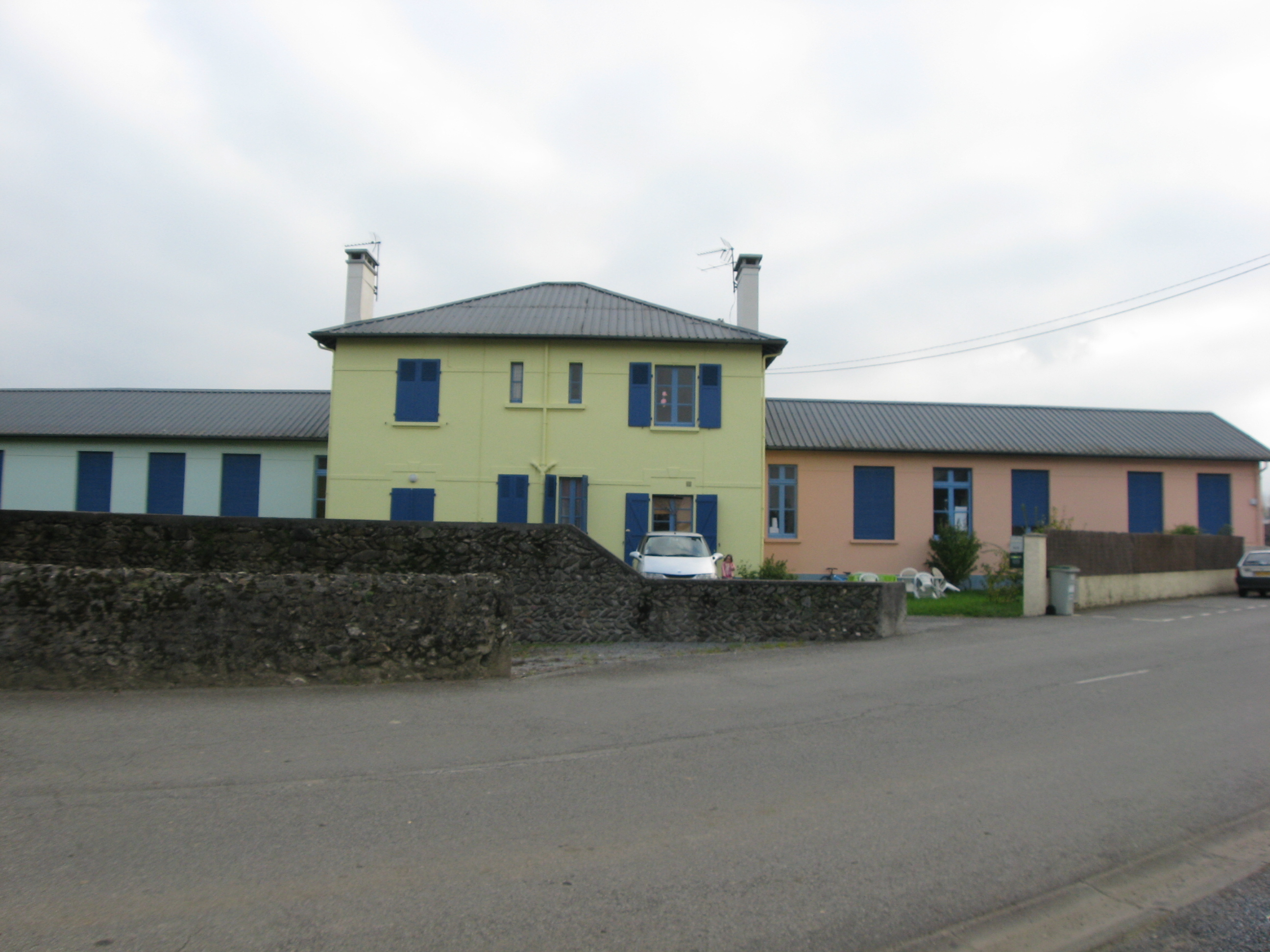
Школа
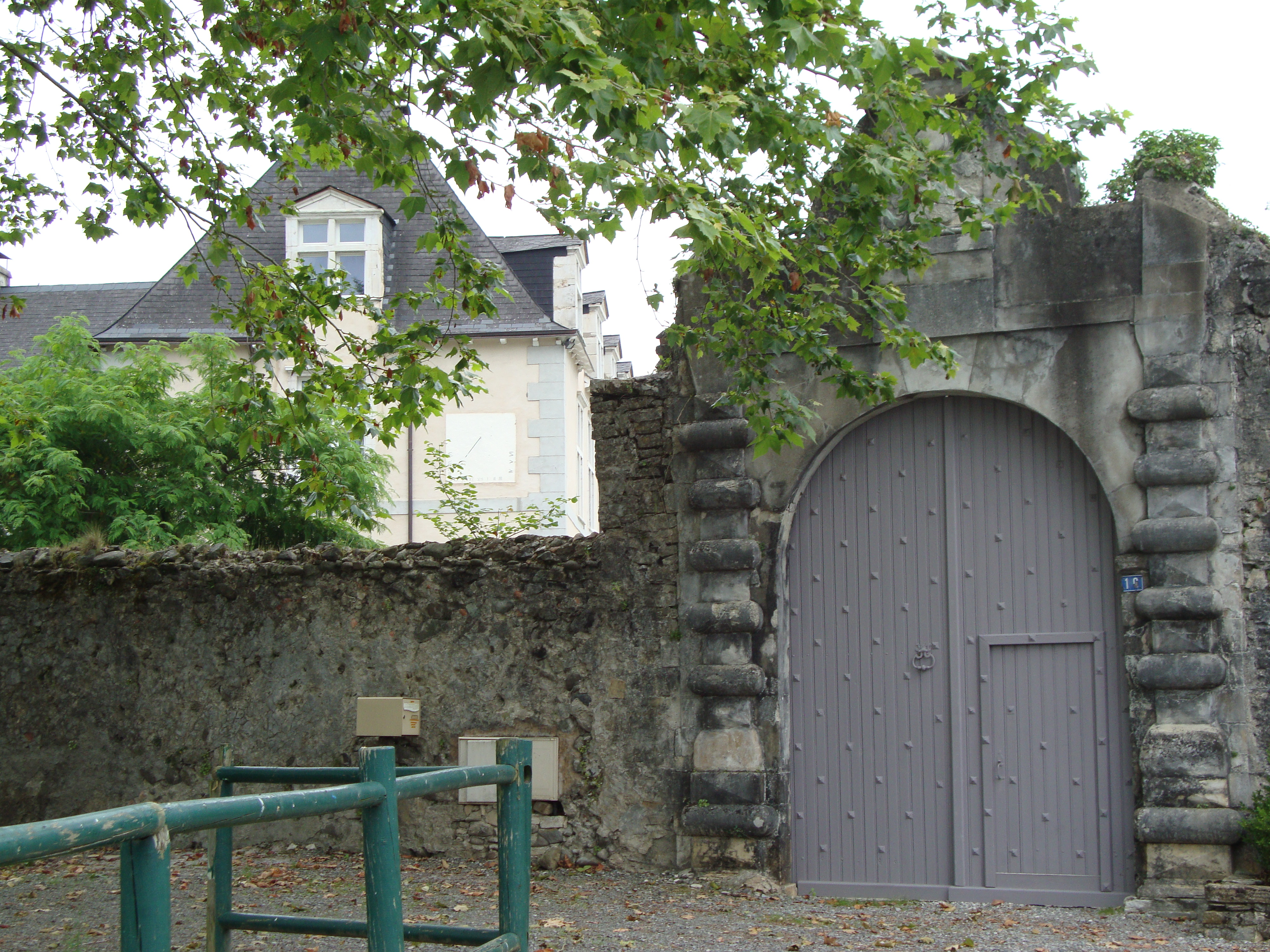
Замок
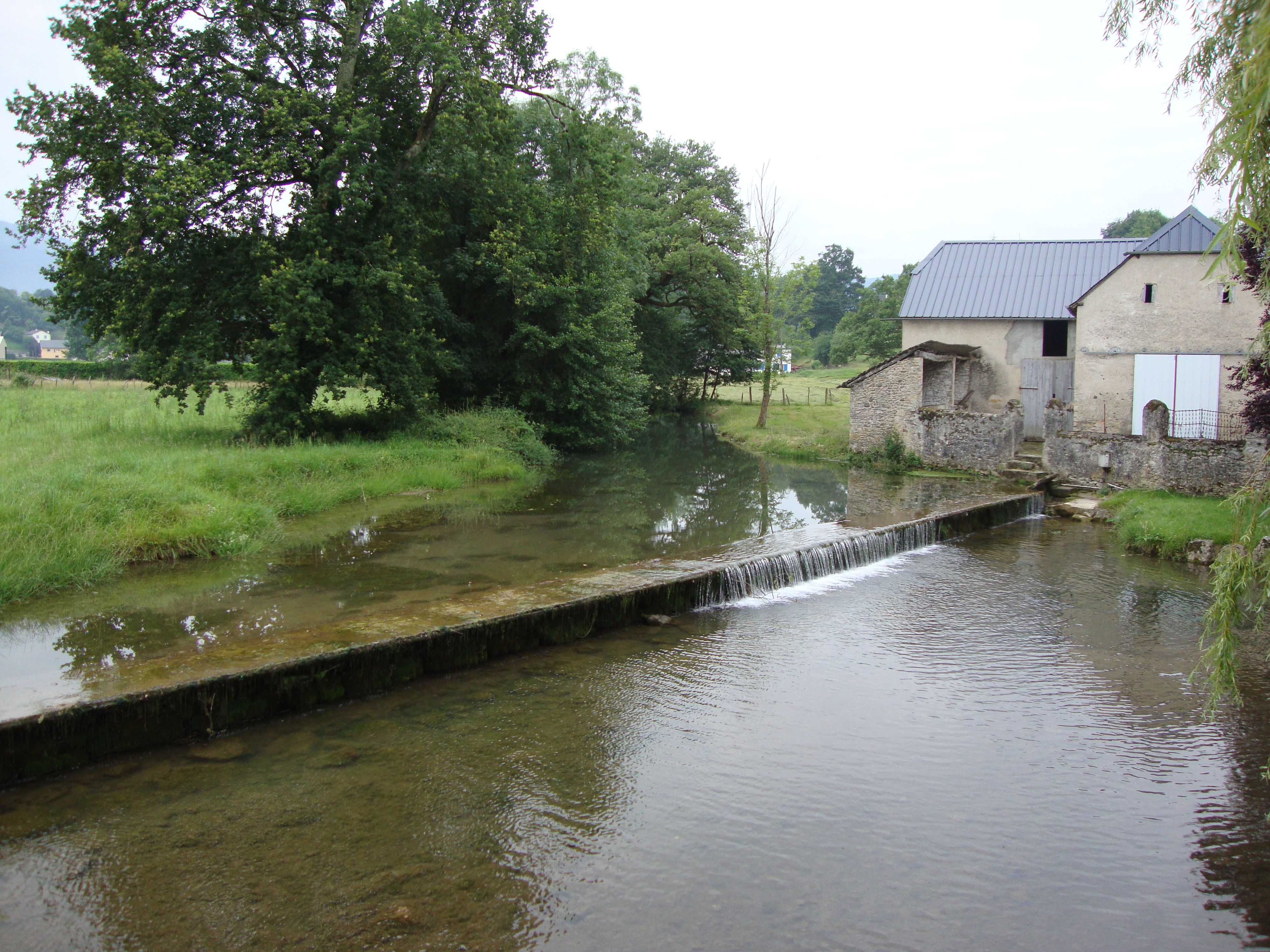
Река Мьель